# EPSXe
ePSXe (enhanced PSX emulator) — емулятор гральної консолі PlayStation для ПК на Microsoft Windows та Linux, а також для пристроїв на Android. Випуск програми відбувся 14 жовтня 2000 року трьома розробниками, що використовували псевдоніми Calb, _Demo_ та Galtor. ePSXe поширюється за ліцензії freeware.
Як і більшість сучасних емуляторів, ePSXe використовує плагіни для емуляції графічного і звукового процесорів, а також оптичного приводу приставки. Крім того, для запуску ePSXe необхідний файл BIOS, отриманий в результаті дампа PlayStation, з цієї причини розробників емулятора неможливо звинуватити в порушенні авторських прав компанії Sony, а використання емулятора вважається абсолютно легальним, якщо користувач самостійно зняв BIOS з особистої PlayStation за наявності в себе цієї приставки.
ePSXe може запускати ігри з компакт-диск або з різних образів, що знаходяться на жорсткому диску. За деякими винятками, програма може бездоганно запускати багато ігор для PlayStation; певну роль відіграють плагіни та їхні налаштування.
На версіях 1.5.x відмінно працюють приблизно 95 % ігор, і для багатьох ігор існують спеціальні патч формату .ppf, які покращують сумісність або допомагають вирішити певні проблеми.
За повідомленням розробників, робота над версією емулятора 1.7.0 була розпочата влітку 2007 року.
| Системні вимоги      |                             |                                           |
| Характеристика       | Мінімальні вимоги           | Рекомендовані вимоги                      |
| Процесор             | Pentium III 800             | Pentium IV 2.0                            |
| ОЗП                  | 256 МБ                      | 768 МБ                                    |
| Відеокарта           | з підтримкою 3D-прискорення | з підтримкою DirectX або OpenGL           |
| CD-ROM (опціонально) | 16x                         | швидше, ніж 16x і з хорошим часом доступу |
| ОС                   | Windows 9x / GNU/Linux      | Windows 2000 або XP / GNU/Linux           |
| DirectX              | DirectX 7a                  | DirectX 9                                 |

- Відео: Більшість плагінів для емуляції графічного процесора можуть працювати з Direct3D, OpenGL, або Glide і поширюються за ліцензіями freeware або open source.
- Аудіо: Плагіни емуляції аудіопроцесора можуть відтворювати різні звуки та музику.
- CD-ROM: ePSXe має початкову підтримку оптичного приводу, але існують і альтернативні плагіни для емуляції різних типів читання дисків.
- Маніпулятори: У більшості випадків достатньо наявних у ePSXe можливостей; плагіни сторонніх розробників дають змогу використовувати нестандартні маніпулятори, такі, як DualShock з USB-перехідником.